# Hum Island
Hum Island ist eine kleine Insel des William-Scoresby-Archipels vor der Mawson-Küste des ostantarktischen Mac-Robertson-Lands. Sie liegt zwischen den westlichen Ausläufern der Inseln Islay und Bertha Island.
Entdeckt und benannt wurde die Insel im Februar 1936 von Teilnehmern der britischen Discovery Investigations an Bord des Forschungsschiffs RRS William Scoresby. Namensgeber ist Edwin Charles Hum (1913–1944), einer der Matrosen auf diesem Schiff.